# Samuth Sithnaruepol
Samuth Sithnaruepol est un boxeur thaïlandais né le 17 mai 1959 à Bangkok.

## Carrière
Passé professionnel en 1982, il devient champion de Thaïlande puis champion d'Asie des poids pailles OPBF en 1985 et 1986. Le 24 mars 1988, il remporte le titre vacant de champion du monde IBF de la catégorie après sa victoire par arrêt de l'arbitre au 11e round contre Pretty Boy Lucas. Sithnaruepol conserve sa ceinture face à Hwang In-kyu puis en faisant match nul contre Nico Thomas avant de s'incliner lors du combat revanche le 17 juin 1989. Il met un terme à sa carrière sportive après ce combat sur un bilan de 34 victoires, 12 défaites et 2 matchs nuls.